# Stuart Parkin

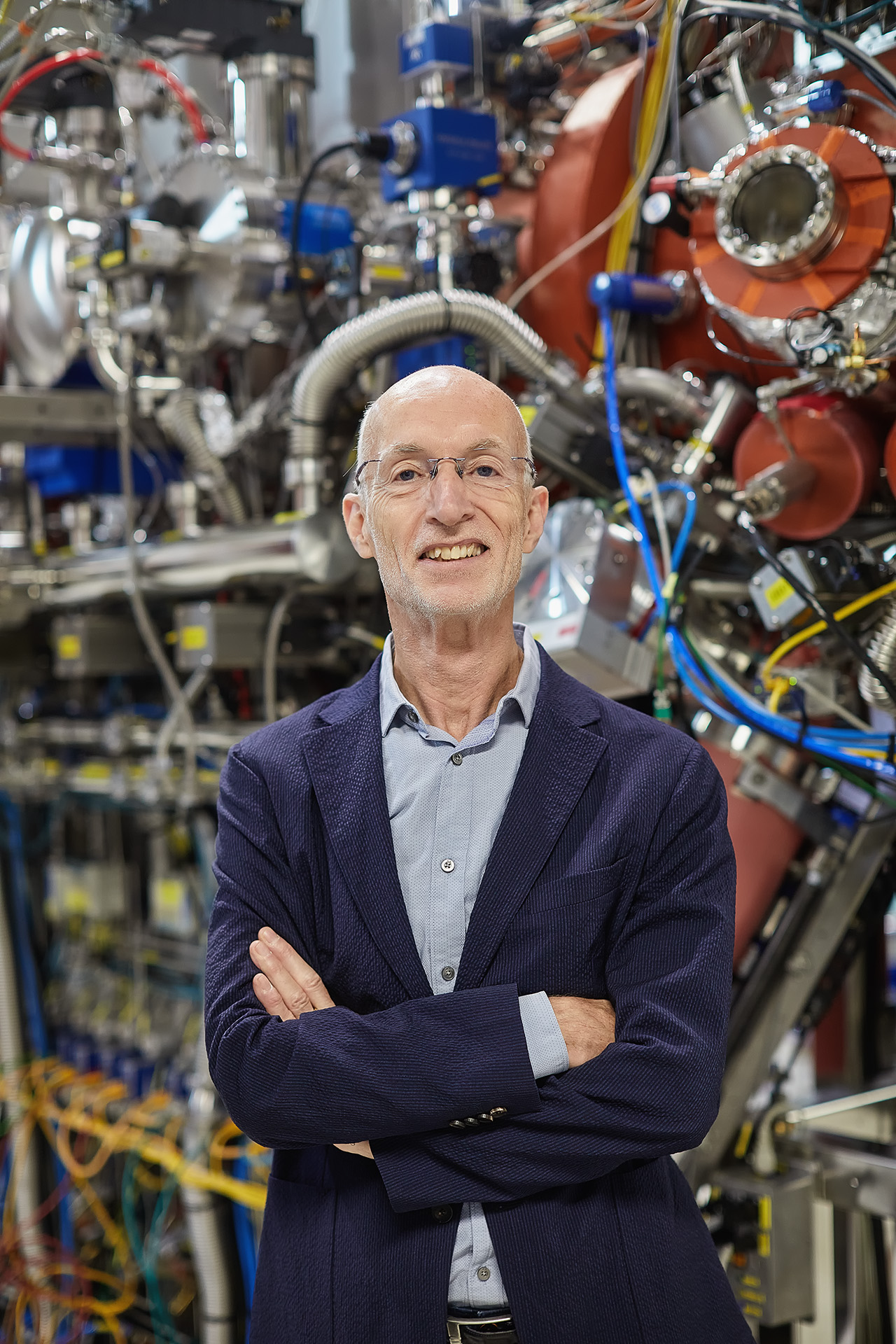
Stuart Parkin am Max-Planck-Institut für Mikrostrukturphysik

Stuart S. P. Parkin FRS, vollständig Stuart Stephen Papworth Parkin (* 9. Dezember 1955 in Watford) ist ein britischer Experimentalphysiker. Im April 2014 wurde er auf eine Alexander von Humboldt-Professur an die Martin-Luther-Universität Halle-Wittenberg berufen und zum Direktor am Max-Planck-Institut für Mikrostrukturphysik in Halle bestellt.

## Leben
Parkin erhielt 1977 den BSc in Physik und theoretischer Physik am Trinity College, Universität Cambridge. 1980 erhielt er seinen Doktor am Cavendish Laboratory. Dann arbeitete er für zwei Jahre an der Royal Society European Exchange Fellowship der Universität Paris-Süd. 1982 kam er ans IBM Almaden Research Center. Seit April 2014 ist er Direktor am Max-Planck-Institut für Mikrostrukturphysik in Halle und erhielt 2014 eine Humboldt-Professur an der Martin-Luther-Universität Halle-Wittenberg.
Ursprünglich arbeitete er an Supraleitern und untersuchte organische und keramische Hochtemperatursupraleiter. Später forschte er an dünnen magnetischen Filmstrukturen und schuf wichtige Beiträge zum Verständnis des GMR-Effekts. Die konkrete Möglichkeit, den GMR-Effekt u. a. in einen Sensor für ein magnetisches Feld einzusetzen (und damit als einen neuen Typ Lesekopf in einem Festplattenlaufwerk), die bereits implizit von den genannten zwei Nobelpreisträgern erkannt worden war, wurde hauptsächlich durch ein IBM-Forschungsteam unter Stuart Parkin sehr schnell realisiert, wobei Parkin vor allem die oszillatorische Abhängigkeit von der Breite der magnetischen Schicht untersuchte. Er replizierte den Effekt mit polykristallinen Schichten. IBM stellte im Dezember 1997 das erste kommerzielle Laufwerk her, das diesen Effekt nutzte.
In den Jahren 2010 und 2011 befasste sich Parkin vor allem mit dem sogenannten Racetrack-Speicher, einem auf Magnetoelektronik basierenden Speichermedium, das er selbst seit 2008 bei IBM konzipiert und vorangetrieben hat. Er hat etwa 400 wissenschaftliche Aufsätze veröffentlicht und hält rund 90 Patente. Parkin ist mit der Chemikerin Claudia Felser verheiratet, die unter anderem in Dresden tätig ist.

## Ehrungen
Für seine Arbeiten erhielt Parkin 1994 den James C. McGroddy Prize for New Materials der American Physical Society und den European Physical Society Hewlett-Packard Europhysics Prize 1997, die beiden letztgenannten Preise zusammen mit den späteren Nobelpreisträgern Albert Fert und Peter Grünberg für die Arbeiten am GMR-Effekt, der von letzteren 1988 entdeckt wurde und hauptsächlich von Stuart Parkin und Mitarbeitern in konkrete Anwendungen umgesetzt wurde. Alle drei erhielten auch gemeinsam im Jahr 2007 die Ehrendoktorwürde der RWTH Aachen. Am 25. November 2008 erhielt Parkin den Gutenberg Research Award der Graduiertenschule Materials Science in Mainz an der Johannes Gutenberg-Universität Mainz. Der Materialforschungsverbund Dresden, zusammen mit weiteren Partnern, verlieh Parkin 2009 den Dresden Barkhausen Award. Ebenfalls 2009 erhielt Stuart Parkin am 27. Juli eine der höchsten Auszeichnungen auf dem Gebiet der Erforschung des Magnetismus: Er wurde in Karlsruhe mit dem IUPAP Magnetism Award and Néel Medal ausgezeichnet für Pionierarbeit und grundlegende Beiträge zur Entwicklung von Nanomaterialien in der Spintronik und Nanoapparate für Messung von Magnetfeldern, Computer-Speicher und -Logik (Laudatio). Zudem ist er seit 2008 Mitglied der National Academy of Sciences, seit 2009 Mitglied der American Academy of Arts and Sciences.
Am 20. Dezember 2011 erhielt er die Ehrendoktorwürde der Fakultät für Physik der Universität Regensburg. 2012 wurde ihm der Von Hippel Award zugesprochen. Am 3. Juni 2013 verlieh ihm der Fachbereich Physik der Technischen Universität Kaiserslautern die Ehrendoktorwürde. Ebenfalls 2013 wurde er mit der Swan Medal des Institute of Physics ausgezeichnet. Zuvor wurde Parkin 1992 zum Fellow der American Physical Society, 1999 zum IBM Fellow sowie 2003 zum Fellow der American Association for the Advancement of Science gewählt, im Jahr 2000 zum Fellow der Royal Society und im Jahr 2011 zum Fellow des Gutenberg-Forschungskollegs der Johannes Gutenberg-Universität Mainz. Für 2014 wurde ihm der Millennium Technology Prize zugesprochen. 2015 wurde er in die Leopoldina gewählt.
2021 wurde er mit dem Internationalen König-Faisal-Preis in Physik ausgezeichnet. 2022 wurde sein Projekt Interplay between Chirality, Spin Textures and Superconductivity at Manufactured Interfaces mit einem Advanced Grant des Europäischen Forschungsrates ausgezeichnet. Für seine Forschung über Spintronik werden ihm die APS Medal 2024 und der Charles-Stark-Draper-Preis 2024 verliehen.

## Video
- Stuart Parkin: How Can Spintronic Devices Be Built to Improve Computing Capacity? Latest Thinking, abgerufen am 30. November 2018 (englisch, Video; doi:10.21036/LTPUB10342).